# آنکیریهیترا
آنکیریهیترا (به لاتین: Ankirihitra) یک منطقهٔ مسکونی در ماداگاسکار است که در آمباتو-بوئنی واقع شده‌است. آنکیریهیترا ۹٬۰۰۰ نفر جمعیت دارد و ۸۴ متر بالاتر از سطح دریا واقع شده‌است.